# Alberite
Alberite es un municipio de la comunidad autónoma de La Rioja (España).  Está situado en la Rioja Media o Baja. Tiene una población de 2582 habitantes (INE, 2022) y una extensión de 20,24 km².

## Geografía
Alberite está situado en pleno valle del río Iregua, a 7,3 km de la capital riojana, Logroño, a cuya comarca pertenece; ocupa una extensión aproximada de 20 kilómetros cuadrados y su altitud sobre el nivel del mar es de 449 metros.
Limita al norte y al este con el municipio de Villamediana de Iregua, al oeste con el de Lardero, al sureste con el de Ribafrecha y al sur con el de Albelda de Iregua.
La proximidad a Logroño ha hecho que el pueblo se beneficie de la creciente industrialización y, como consecuencia, la población ha aumentado considerablemente a lo largo de los últimos años hasta llegar a las más de 2000 personas que la componen en la actualidad.

## Historia
En las cercanías de Alberite, dentro del término de La Posada, se encuentra un yacimiento arqueológico con restos celtibéricos y romanos, lo que hace suponer a los expertos que el origen del pueblo es bastante remoto.
En cuanto al origen del nombre Alberite, hay dos teorías que intentan defender como acuñadores del mismo a romanos y a árabes. En principio se pensó que podía provenir del árabe Al-baldah, que significa 'la posta', pero posteriormente Galarreta afirmaba que la evolución lógica es la que deriva del latín Alber-iter, cuyo significado, 'camino de la blanca', podría deberse a la blancura de sus edificios; esta tesis la avala el descubrimiento de dos lápidas y un capitel romano en la localidad.
A pesar de esto, las menciones documentales de Alberite comienzan en la Edad Media. El año 925 Sancho Garcés I, rey de Pamplona, y su esposa Toda Aznárez donaron el pueblo al monasterio de Albelda. En el siglo XI Estefanía, viuda de García el de Nájera, otorgó en su testamento los pueblos de Alberite, Lardero y Mucrones a su hija Urraca, que estaba casada con el conde García Ordóñez de Nájera.
Durante el reinado de Alfonso VI, El Cid hizo una de sus incursiones arrasando parte de La Rioja con Alberite y Logroño, territorios que pertenecían a la corona pero que dependían directamente de García Ordóñez, enemigo personal de El Cid. La crónica del Campeador dice "Tunc autem viriliter debellando et Alberith, et Lucronium cepit". El ataque debió ser verdaderamente sangriento, ya que ni siquiera se enfrentó al Cid que lo esperaba en Alfaro. Alfonso VI también se refiere a este ataque cuando firma el Fuero de Logroño en 1095 y afirma "Et ego Adefonso Rex confirmavi ista Cartula, quando ambulavi ad illo Comite García pernominato sucerrere in persona in Campo Ierumi in Alberit"
Alberite formó parte del reino de Navarra hasta el 1127 que fue conquistado por el reino de Castilla. En el siglo XVI era aldea de Logroño. 
En 1790 Alberite fue uno de los municipios fundadores de la Real Sociedad Económica de La Rioja, la cual era una de las sociedades de amigos del país creadas en el siglo XVIII conforme a los ideales de la ilustración.

## Geografía humana

### Demografía
Cuenta con una población de 2674 habitantes (INE 2024).

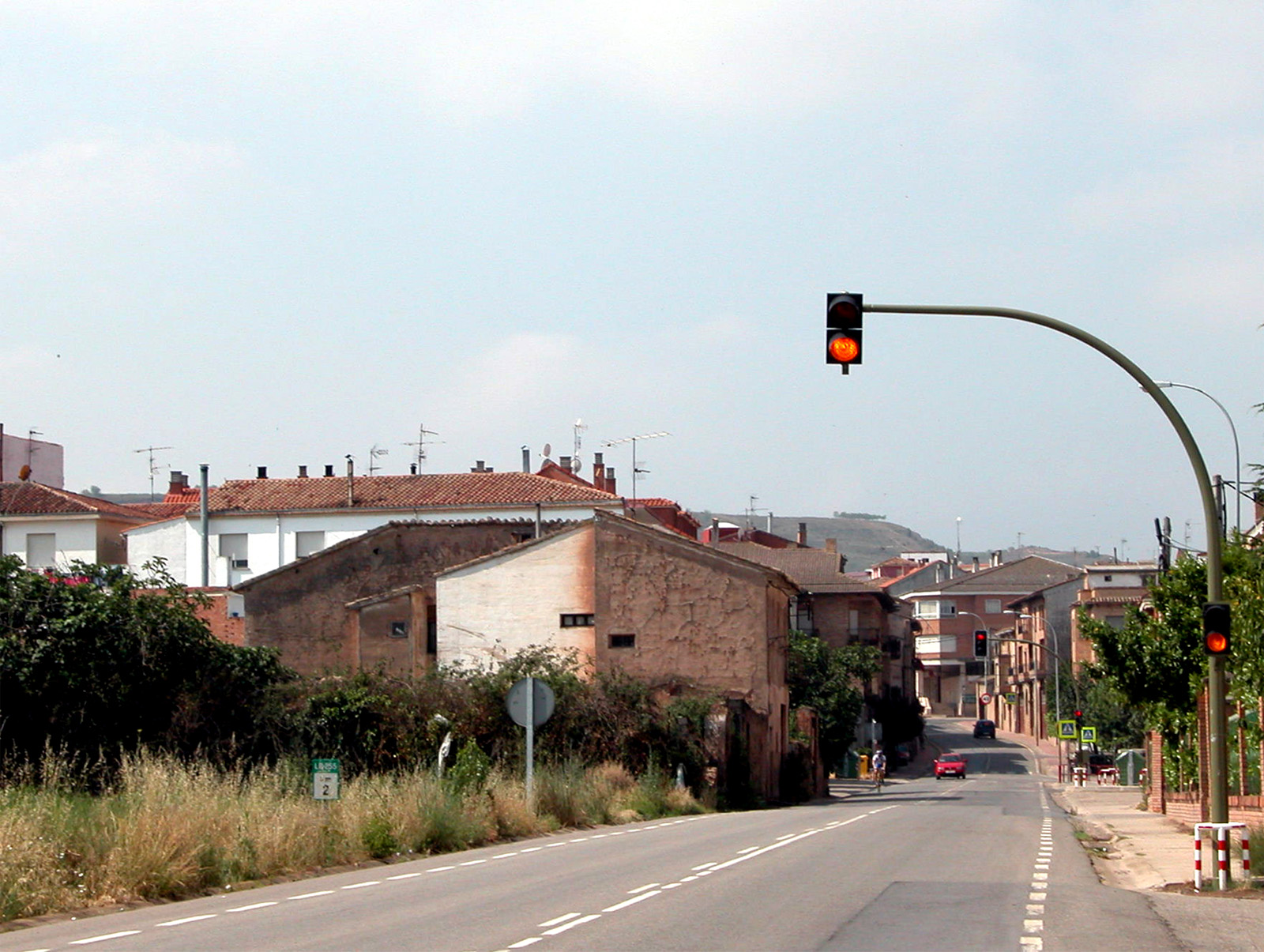
Entrada a Alberite por la carretera de Villamediana de Iregua

| Gráfica de evolución demográfica de Alberite entre 1842 y 2021                                                        |
| |
| Población de derecho según los censos de población del INE. Población de hecho según los censos de población del INE. |

## Administración y política
| Periodo   | Nombre                              | Partido       |
| --------- | ----------------------------------- | ------------- |
| 1979-1983 | Francisco Javier Ruiz-Navarro Pérez | Independiente |
| 1983-1987 | Antonio Ausejo Ruiz-Navarro         | PSOE          |
| 1987-1991 | Luis Ángel Ausejo Mozún             | PSOE          |
| 1991-1995 | Rafael Ponce de León Ruiz-Navarro   | PP            |
| 1995-1999 | Rafael Ponce de León Ruiz-Navarro   | PP            |
| 1999-2003 | Rafael Ponce de León Ruiz-Navarro   | PP            |
| 2003-2007 | Juan Pablo Sicilia Ausejo           | PP            |
| 2007-2011 | Juan Pablo Sicilia Ausejo           | PP            |
| 2011-2015 | Juan Pablo Sicilia Ausejo           | PP            |
| 2015-2019 | Luis Ignacio Jadraque Sáenz         | PSOE          |
| 2019-2023 | Sergio Tudelilla Laguardia          | PP            |
| 2023-act. | Esperanza García Olarte             | PP            |

## Economía

### Evolución de la deuda viva
El concepto de deuda viva contempla sólo las deudas con cajas y bancos relativas a créditos financieros, valores de renta fija y préstamos o créditos transferidos a terceros, excluyéndose, por tanto, la deuda comercial.
| Gráfica de evolución de la deuda viva del ayuntamiento entre 2008 y 2018                             |
| |
| Deuda viva del ayuntamiento en miles de Euros según datos del Ministerio de Hacienda y Ad. Públicas. |

La deuda viva municipal por habitante en 2014 ascendía a 303,67 €.

## Monumentos

### Iglesia parroquial de San Martín

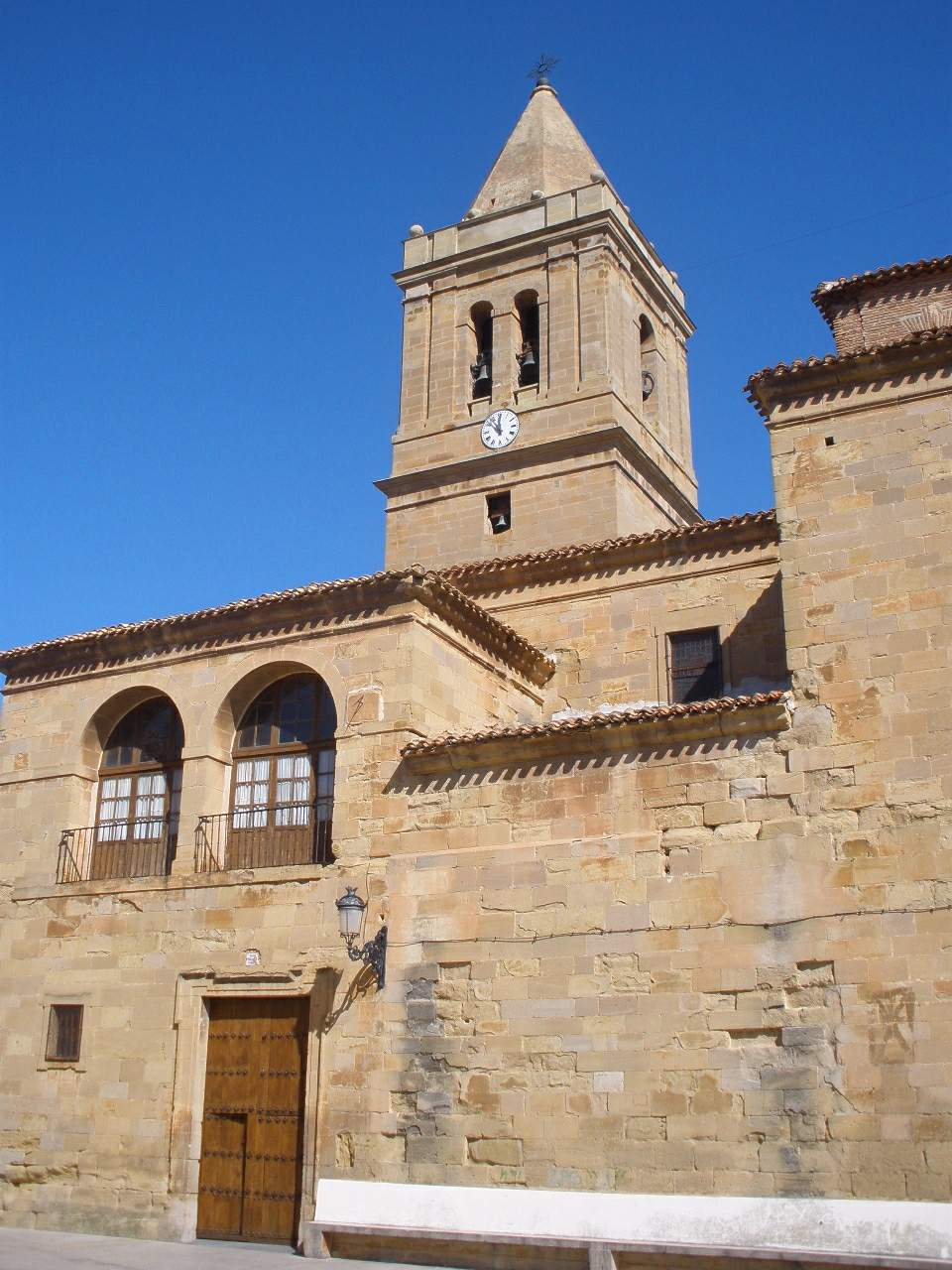
Iglesia parroquial de San Martín

Se levanta en un punto estratégico del casco urbano, junto a dos plazuelas que conectan entre sí escalonadamente: una de ellas frontera con la portada del lado sur del templo y la otra abierta hacia la de los pies, que es precisamente la portada más importante a efectos de diseño. La planta, construida en sillería, presenta una sola nave de tres tramos con crucero y capillas entre contrafuertes. La portada es una obra renacentista tardía del siglo XVI que adopta la típica organización en arco de triunfo. El retablo es obra de Arnao de Bruselas, imaginero flamenco establecido en Logroño, quien realizó las labores de escultura entre 1550 y 1555, y fue dorado y policromado poco antes de 1614 por Francisco Fernández de Vallejo. La torre es réplica del modelo de Navarrete. Tiene incoado expediente como Bien de Interés Cultural en la categoría de Monumento desde el 1 de julio de 1982.

### Torre fuerte de Alberite
También conocida como Torre o Palacio de Doña Urraca o Casa de los Moros. Data probablemente del siglo XII. Torre de planta rectangular reutilizada como viviendas.

### Ermita de Nuestra Señora de la Antigua

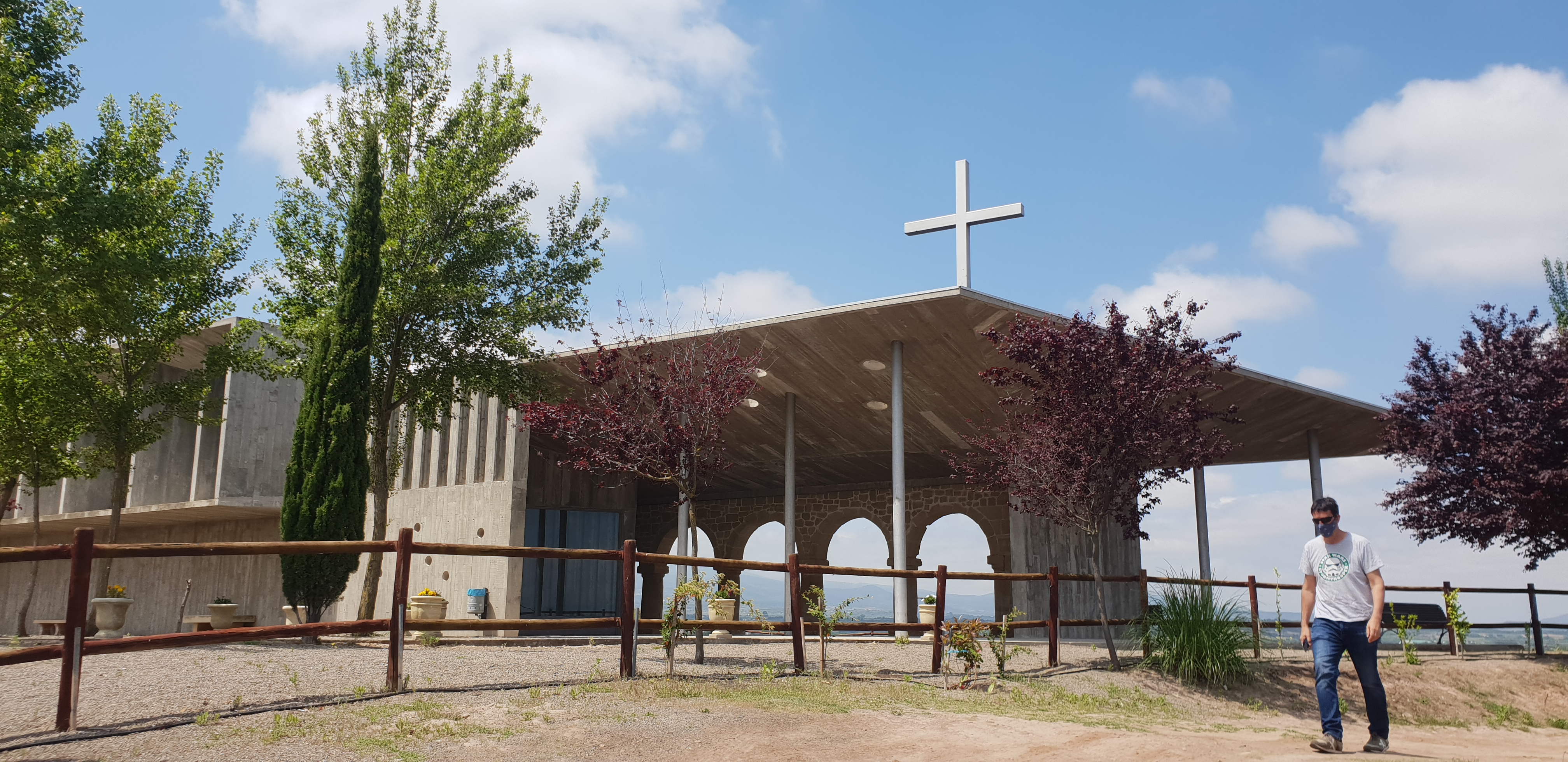
Ermita de Nuestra Señora de la Antigua

Ermita del siglo XV, pero reformada en 2009 de Juan M. Otxotorena. Tiene ahora un retablo traído aquí de otra iglesia cuando finalizó la reforma en 2009. Esta reforma de Juan M. Otxotorena, utiliza la ermita original y los arcos de otra casa del siglo XV y la mezcla con hormigón desnudo, contrastando

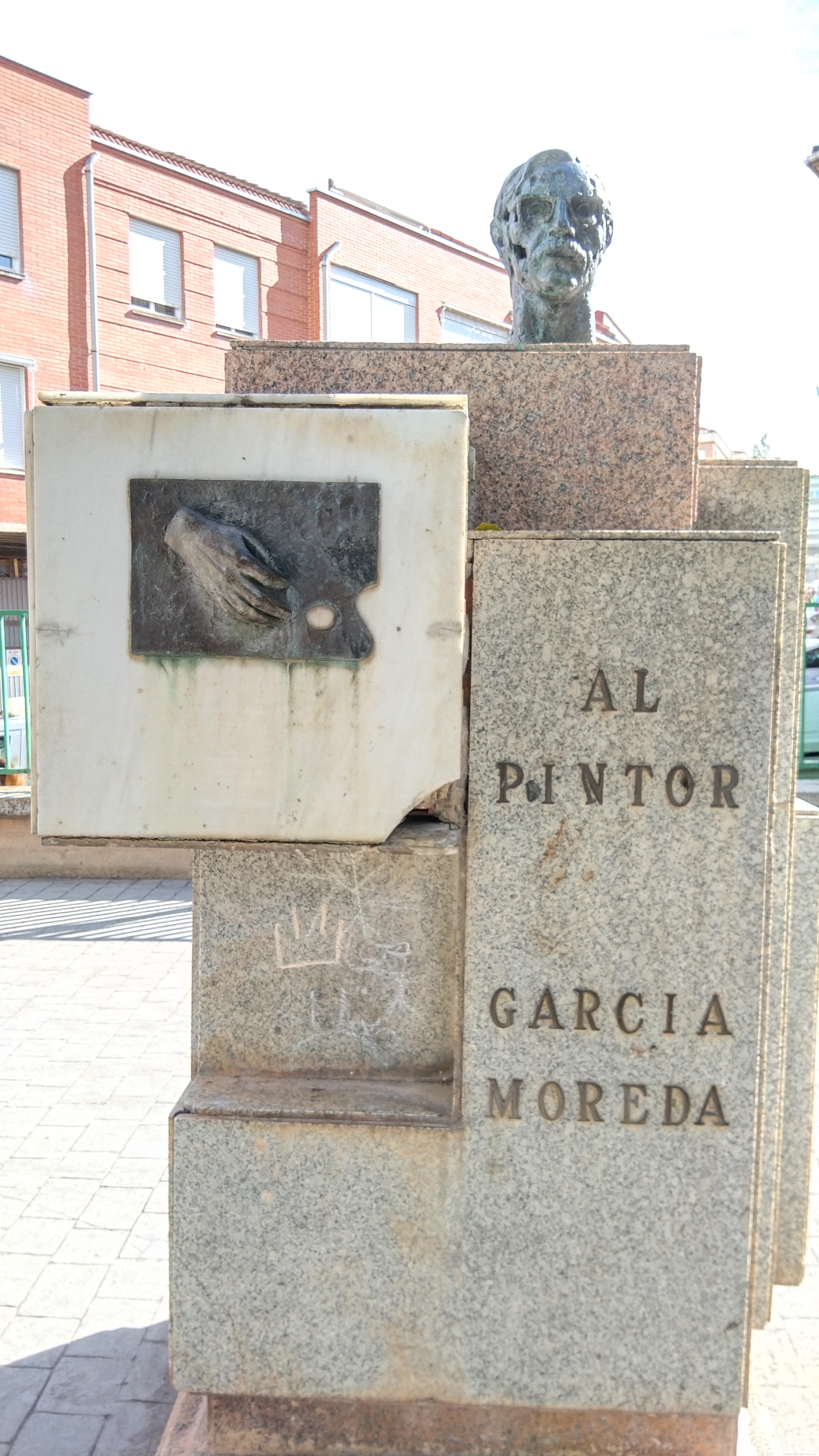
Escultura "Al pintor García Moreda"

## Cultura

### Fiestas
- Semana Santa: Se realizan procesiones a cargo de la cofradía de la Santa Vera Cruz.
- Fiestas en honor de Nuestra Señora la Virgen de la Antigua: 8 de septiembre. Fiestas más importantes del municipio. El sábado anterior a las fiestas se celebra el "día de la sardina".
- San Isidro: 15 de mayo. Es la fiesta del labrador.
- San Martín: 11 de noviembre. Patrón de la localidad.

### Deporte
- Club Cultural y Deportivo Alberite: equipo de fútbol que compite en Tercera división Grupo XVI de La Rioja.

### Personas destacadas
- Emilio García Moreda (1934-1983): pintor vanguardista.